# Kastanienrindenkrebs
Der Kastanienrindenkrebs (Cryphonectria parasitica, Syn.: Endothia parasitica) ist ein Vertreter der Echten Schlauchpilze, der auf Kastanien parasitiert. In Amerika hat er den völligen Zusammenbruch der Bestände der Amerikanischen Kastanie (Castanea dentata) verursacht, in Europa wurden die Bestände der Edelkastanie (Castanea sativa) stark beeinträchtigt.

## Biologie und Symptome
Die Sporen gelangen durch kleine Wunden in die Bäume, etwa Rindenrisse, Astabbrüche oder Veredelungsstellen. Der Pilz bildet ein gelbliches Myzel in der Rinde und im Kambium des Baumes. Dabei zerstört er das Wachstums- und das Transportgewebe des Baumes. Erste Anzeichen für eine Erkrankung sind ein Einsinken oder ein Anschwellen des befallenen Gewebes sowie Risse in der Rinde. Später auftretende Symptome sind ein Welken der Pflanzenteile oberhalb der Befallsstelle und die Bildung von Wasserreisern unterhalb der befallenen Stelle. Welke Blätter bzw. im Winter trockene Blätter am Baum sind ein weithin sichtbares Symptom für einen Befall.

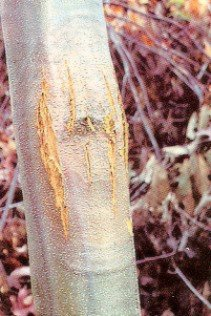
Relativ frischer Befall mit dem Kastanienrindenkrebs.

Der Pilz pflanzt sich sowohl sexuell wie asexuell fort. Die kleinen, gelb-orangen bis roten Fruchtkörper werden an der Rindenoberfläche gebildet. Die asexuellen Pyknidien entlassen bei feuchtem Wetter eine gelb-orange, rankenartige Masse, die die Pyknosporen enthält. Diese werden durch Regen, Wind, Insekten und Vögel ausgebreitet. Die sexuellen, zweizelligen Ascosporen werden in den Perithecien gebildet. Sie werden bei trockenem Wetter ausgeschleudert und durch den Wind über große Distanzen ausgebreitet.

## Wirtsorganismen
Der Kastanienrindenkrebs befällt Arten der Gattung Kastanien (Castanea). Er befällt auch Eichen (Quercus), verursacht bei ihnen aber kaum Symptome.

## Hypovirulenz
Manche Stämme des Kastanienrindenkrebses verursachen anstatt der schweren Symptome nur oberflächliche Krebserscheinungen, die bei der Edelkastanie (Castanea sativa) wieder ausheilen. Dieses Phänomen der verminderten Virulenz wurde von seinem Entdecker M. J. Grente als Hypovirulenz bezeichnet. In Kultur bilden diese Stämme keine oder wenige Pyknidien und diese erscheinen weiß im Gegensatz zu den orangen Normalformen.
Verursacher der Hypovirulenz ist ein Virus mit doppelsträngiger RNA als Erbmaterial (dsRNA). Dieses Virus, das Chestnut Hypovirus 1 oder CHV1, wird zwischen Pilzstämmen ausgetauscht, die der gleichen vegetativen Kompatibilitätsgruppe (vc-Gruppe) entstammen. Die Übertragung erfolgt durch Anastomosen zwischen den Pilzhyphen, dabei wird die Hypovirulenz auf den normal virulenten Stamm übertragen.
Die dsRNA ist in 20 bis 90 % der Ascosporen enthalten.
Die Anzahl der vc-Gruppen ist pro Standort stark unterschiedlich. In Europa gibt es insgesamt rund 64 vc-Gruppen, wovon in Frankreich über 40 bekannt sind, in Italien, Bosnien und der Schweiz 20 bis 30, in Österreich 15, in Griechenland, wo alle Kastanienbestände befallen sind, allerdings nur 4. Die Anzahl der vc-Gruppen ist in den USA wesentlich höher.

## Geschichte
Der Kastanienrindenkrebs ist in Ostasien beheimatet und richtet an den dort heimischen Kastanien nur geringe Schäden an. 1904 wurde er erstmals in Nordamerika entdeckt. Bis 1950 vernichtete er die ausgedehnten Bestände der Amerikanischen Kastanie (Castanea dentata) praktisch völlig. Die Art war einst eine dominante Baumart der ostamerikanischen Laubwälder und kommt heute fast nur noch strauchförmig im Unterwuchs vor.
In Europa wurde der Kastanienrindenkrebs erstmals 1938 im Hinterland von Genua entdeckt. Er breitete sich rasch im ganzen Mittelmeergebiet aus, in den 1940ern in Spanien und der Schweiz, in den 1950ern in Frankreich, Kroatien, Slowenien, in den 1960ern in Albanien, Bosnien-Herzegowina, Griechenland, Ungarn, Österreich und Türkei, in den 1970ern in Mazedonien und der Slowakei, danach auch in Rumänien (1984), Portugal (1989) und Deutschland (1992). 2001 waren nur Nord-Frankreich und Großbritannien frei von Kastanienrindenkrebs. Die Krankheit verläuft allerdings weniger dramatisch als in den USA. Die Edelkastanie ist widerstandsfähiger, zudem steht hier mit den hypovirulenten Stämmen eine wirksame Behandlungsmethode zur Verfügung.

## Maßnahmen
Der Kastanienrindenkrebs ist ein Quarantäneschaderreger. Um seine Verschleppung zu verhindern, ist der Export von Kastanien- und Eichen-Holz weltweit geregelt, es sind Pflanzenschutz-Zeugnisse erforderlich.
Befallene Pflanzenteile oder Bäume werden in neu befallenen Gebieten rasch entfernt und verbrannt. Bei Veredelungen ist desinfiziertes Werkzeug und gutes Abdecken der Wunden wichtig, um den Befall zu vermeiden.
Die biologische Bekämpfung mit hypovirulenten Stämmen ist in Europa mit der Edelkastanie erfolgreich. Dabei werden befallene Bäume mit hypovirulenten Stämmen der entsprechenden vc-Gruppe geimpft. Dies wird vor allem in Frankreich, Ungarn, Griechenland, der Slowakei und der Schweiz praktiziert.

## Belege
- D. Rigling, S. Schütz-Bryner, U. Heiniger, S. Prospero: Der Kastanienrindenkrebs. Schadsymptome, Biologie und Gegenmassnahmen. (= Merkblatt für die Praxis. 54). Eidg. Forschungsanstalt für Wald, Schnee und Landschaft, 2014. (dora.lib4ri.ch)